# Springfield Township (comté de Williams, Ohio)
Pour les articles homonymes, voir Springfield Township.
Springfield Township est un township du comté de Williams, dans l’Ohio, aux États-Unis.